# سیگورد مونسن
سیگورد مونسن (انگلیسی: Sigurd Monssen; ۱۰ اکتبر ۱۹۰۲ – ۷ نوامبر ۱۹۹۰) اهل نروژ بود.